# Poprzeczna Wieś
Poprzeczna Wieś – część wsi Wymysłów w Polsce, położona w województwie świętokrzyskim w powiecie ostrowieckim w gminie Kunów.
W latach 1975–1998 Poprzeczna Wieś administracyjnie należała do województwa kieleckiego.